# Apocalypto
Apocalypto ist ein Action- und Historiendrama des Regisseurs Mel Gibson aus dem Jahr 2006. Der US-amerikanische Film kam am 8. Dezember 2006 in die dortigen Kinos und führte gleich am Startwochenende die Hitliste an, in deutschen Kinos startete er am 14. Dezember 2006.
Die Handlung des Filmes ist in der ersten Hälfte des 16. Jahrhunderts, kurz vor der spanischen Kolonialisierung Mittelamerikas, angesiedelt und spielt im Siedlungsgebiet der Maya auf Yucatán. Im Film wird ausschließlich Mayathan gesprochen und durch Untertitel übersetzt.

## Handlung
Der Jäger Pranke des Jaguars lebt mit seiner hochschwangeren Frau Sieben, seinem Sohn Schnelle Schildkröte und seinem Vater Blitzender Himmel in einem Dorf im mesoamerikanischen tropischen Regenwald. Als eines Morgens Menschenjäger unter Führung von Leitwolf die Siedlung angreifen, gelingt es Pranke des Jaguars noch, seine Frau und den kleinen Sohn in einem kleineren, tiefen, gerade nicht wasserführenden Cenote in Sicherheit zu bringen. Nach dem Kampf gerät er zusammen mit anderen Mitgliedern seines Stammes in Gefangenschaft und muss miterleben, wie sein Vater getötet wird. Auf dem Weg in die Stadt der Feinde begegnen sie in einer von Arbeitssklaven zerstörten Umwelt vor verdorrten Feldern einem neben der Leiche seiner Mutter sitzenden, kranken jungen Mädchen. Als ein Sklaventreiber wiederholt versucht, das Mädchen mit Hilfe eines Stocks auf Distanz zu halten, um einer Ansteckung vorzubeugen, ruft dieses ihnen zu, dass wenn „der Tag zur Nacht wird“, der Mann, der den Jaguar bringe, sie, „die Abscheulichen“, zu dem führen werde, der Erde und Himmel und sie und ihre Welt auslöschen werde.
In der Stadt werden die gefangenen Frauen als Sklavinnen verkauft, die Männer werden blau bemalt und auf eine Stufenpyramide gebracht, auf der sie rituell geopfert werden sollen. Als Pranke des Jaguars auf dem Opfertisch liegt, tritt eine totale Sonnenfinsternis ein. Dies nutzt der Hohepriester, indem er den Stadtbewohnern seine Macht demonstriert, mit dem Gott Kukulkan kommunizieren zu können. Nach einem kurzen Blickkontakt mit dem König fordert er den Sonnengott auf, es wieder hell werden zu lassen, wenn dieser keine weiteren Menschenopfer mehr benötige. Kurz darauf endet die totale Finsternis.
Pranke des Jaguars und die anderen Gefangenen werden daraufhin von Leitwolfs Truppe zu einem Übungsplatz gebracht, über den sie paarweise um ihr Leben laufen müssen, während auf sie mit Pfeilen, Speeren und Steinen geschossen und geworfen wird. Pranke des Jaguars wird von einem Pfeil durchbohrt und fällt zu Boden. Der Sohn von Leitwolf, der am Ende des Feldes die Aufgabe hat, etwaige Überlebende zu töten, nähert sich ihm, doch es gelingt Pranke des Jaguars, ihn mit der Spitze des Pfeils, der ihn getroffen hatte, tödlich zu verletzen. Verfolgt von Leitwolf und acht von dessen Männern flieht er in den Regenwald. Dort fallen die meisten der Verfolger entweder Tieren zum Opfer, oder es gelingt Pranke des Jaguars, sie in der ihm vertrauten Umgebung auszuschalten. Nach der Flucht an den Strand entkommt er auch den letzten beiden, weil sie durch den Anblick vor Anker gegangener, spanischer Schiffe und mit Booten anlandender Konquistadoren abgelenkt werden – der letzte Punkt der Prophezeiung hat sich erfüllt. Pranke des Jaguars gelangt noch rechtzeitig in sein Dorf, um Sieben, die in dem durch heftigen Regen mittlerweile gefluteten Cenote kurz zuvor entbunden hat, und seine Kinder zu retten. Mit seiner Familie macht er sich auf die Suche nach einem neuen Anfang im Dschungel.

## Hintergrund
Die Dreharbeiten des Films begannen am 21. November 2005 unter anderem in Catemaco und Veracruz im Bundesstaat Veracruz sowie in Yucatán in Mexiko.
Für die Aufnahmetechnik wurden keine Film-, sondern digitale Kinokameras (Panavision Genesis) genutzt. Aufgezeichnet wurde auf HDCAM SR.
Es wurde versucht, den Film in Mayathan, der Maya-Sprache von Yucatán, zu drehen. Die Sprache wird von ca. einer Million Personen in Mexiko gesprochen und gilt als eine der bedeutendsten indigenen mexikanischen Sprachen. Die Hauptdarsteller waren allesamt keine Muttersprachler des Mayathan, sie mussten die Sprache erst lernen bzw. Dialoge ohne fundierte Kenntnisse des Mayathan sprechen. Das yukatekische Maya, das im Film gesprochen wird, habe aber einen starken Akzent und sei für einen Muttersprachler unverständlich, so Nikolai Grube von der Rheinischen Friedrich-Wilhelms-Universität Bonn.
Zwar spielt Mel Gibson im Film nicht selbst mit, er ist aber in der Vorschau (Teaser) bei ca. 1:46 min in einem Bild inmitten einer Gruppe Maya-Zwangsarbeiter kurz zu sehen.
Bei einem geschätzten Produktionsbudget von rund 40 Millionen US-Dollar konnte der Film weltweit etwas mehr als 120 Mio. US-Dollar an den Kinokassen einspielen. In Deutschland wurde der Film von 217.143 Kinobesuchern gesehen und konnte sich damit nicht unter den Top-100 erfolgreichsten Filmen des Kinojahres 2006 platzieren. In den USA reichte das Einspielergebnis von ca. 51 Mio. US-Dollar für Rang 63 in den Filmcharts 2006. Mit Einnahmen von jeweils ca. 8 Mio. US-Dollar konnte das Historiendrama in Italien, Großbritannien und Mexiko außerhalb der USA die höchsten Einnahmen verbuchen.
Das Siedlungsgebiet der Maya wurde durch Europäer erstmals auf Kolumbus’ vierter Reise vom 9. Mai 1502 bis zum 7. November 1504 tangiert. Ab dem Jahr 1511 kam es zu militärischen Zusammenstößen mit den Spaniern und zwischen 1524 und 1697 wurden sämtliche Fürstentümer der Maya unterworfen. Auf Yucatán endete die Konquista im Jahr 1547.

## Kritik
Das Lexikon des internationalen Films sieht in dem Film ein „formal brillantes, aber immens brutales Actionspektakel, dessen gesellschaftliche und politische Implikationen allenfalls behauptet und deshalb umso ärgerlicher sind.“
Der Filmkritiker des New Yorker, Anthony Lane, nannte den Film ein „pathologisches Kunstwerk“. Mel Gibson sei „in mancher Hinsicht ein Narr“, aber er habe „gelernt, wie man eine Geschichte erzählt und mit dem Erzählen den Puls des Betrachters beschleunigt“. Man müsse „diese grundlegende Gabe bewundern, ungewöhnlich, wie sie im Hollywood dieser Tage ist.“ Man müsse sich aber zugleich fragen, welche Obsessionen ihr Antrieb seien.
Die Redaktion der Zeitschrift Cinema beschreibt den Film: Mel Gibson „schildert den Glauben an Götter und Heilige als ultimatives Machtinstrument der Herrschenden […] In Sachen Brutalität bleibt [er] sich treu: Abgeschlagene Köpfe und herausgerissene Herzen bestimmen zu Beginn des wuchtigen Films die Szenerie. Dabei dominiert die Gewalt jedoch zu keinem Zeitpunkt die Handlung. Sie unterstreicht vielmehr den ambivalenten Charakter einer Epoche. […] Gibson gelingt es, den Zuschauer 600 Jahre in die Vergangenheit zu katapultieren. […] Die größte Überraschung jedoch ist der indianisch-stämmige Newcomer Rudy Youngblood […], dessen kraftvolle Darstellung dem drohenden Untergang der Mayas ein menschliches Gesicht gibt.“ Das Urteil lautet: „Bildgewaltig, emotionsgeladen und voller Anmut“.
Der Schauspieler Robert Duvall nannte den Film den besten der letzten 25 Jahre.
Der Regisseur Quentin Tarantino sagte: „Ich denke, er ist ein Meisterwerk. Ich denke, es war der künstlerisch wertvollste Film des Jahres.“ Der Schauspieler Edward James Olmos sagte: „Es ist der beste Film, den ich seit Jahren gesehen habe, er hat mich umgehauen.“ 2013 setzte Regisseur Spike Lee den Film auf eine Bestenliste der einflussreichsten Filme.
Andere Kritiken werfen dem Film vor, das Klischee von den blutrünstigen Ureinwohnern Amerikas zu bekräftigen. Außerdem entferne der Film sich zu sehr von der Realität, z. B. durch das inszenierte Massenschlachten, die Darstellung, dass es Maya-Völker gab, die im Wald wohnten, und auch allgemein darin, dass er das Ende der Maya-Hochkultur mit der Ankunft der Spanier zusammenfallen lässt, obwohl diese mindestens 300 Jahre früher endete. Andere sehen den Film dagegen weniger dokumentarisch und eher als zivilisationskritisches Werk.

## Auszeichnungen
- Gewonnen
  - Central Ohio Film Critics Association – COFCA Award beste Kamera (2007) – Dean Semler
  - Dallas-Fort Worth Film Critics Association Awards – DFWFCA Award beste Kamera (2006) – Dean Semler
  - First Americans in the Arts – FAITA Award herausragende Leistung als Hauptdarsteller (2007) – Rudy Youngblood
  - First Americans in the Arts – FAITA Award herausragende Leistung als Nebendarsteller (2007) – Morris Birdyellowhead
  - Imagen Award bester Nebendarsteller (2007) – Gerardo Taracena
  - Imagen Award beste Nebendarstellerin (2007) – Dalia Hernandez
  - Motion Picture Sound Editors, USA – Golden Reel Award bester Tonschnitt in der Filmmusik – Dick Bernstein, Jim Henrikson
  - Phoenix Film Critics Society – PFCS Award beste Kamera (2006) – Dean Semler
- Nominiert
  - Oscar für das beste Make-up – Aldo Signoretti, Vittorio Sodano
  - Oscar für den besten Ton – Sean McCormack, Kami Asgar
  - Oscar für den besten Tonschnitt – Kevin O’Connell, Greg P. Russell, Fernando Cámara
  - Academy of Science Fiction, Fantasy & Horror Films, USA – Saturn Award beste Regie (2007) – Mel Gibson
  - Academy of Science Fiction, Fantasy & Horror Films, USA – Saturn Award Bester Internationaler Film (2007)
  - American Society of Cinematographers, USA – ASC Award beste Kamera (2007) – Dean Semler
  - British Academy Film Awards – Bester Film in nicht-englischer Sprache (2007) – Mel Gibson, Bruce Davey
  - Broadcast Film Critics Association Awards – BFCA bester ausländischer Film (2007)
  - Chicago Film Critics Association Awards – CFCA Award bester ausländischer Film (2006)
  - Golden Globe Award – Golden Globe Bester Film in nicht-englischer Sprache (2007)
  - Hollywood Reporter Key Art Awards – Key Art Award bestes Film-Poster für einen Actionfilm (2006)
  - Imagen Award Bester Film (2007)
  - Motion Picture Sound Editors, USA – Golden Reel Award bester Tonschnitt in den Dialogen – Sean McCormack, Kami Asgar, Scott G.G. Haller, Jessica Gallavan, Lisa J. Levine, Linda Folk
  - Online Film Critics Society Awards – OFCS Award beste Kamera (2007) – Dean Semler
  - Satellite Award – Bester Film in nicht-englischer Sprache (2006)
  - St. Louis Gateway Film Critics Association Awards – Bester Film in nicht-englischer Sprache (2006)